# Tautogramme

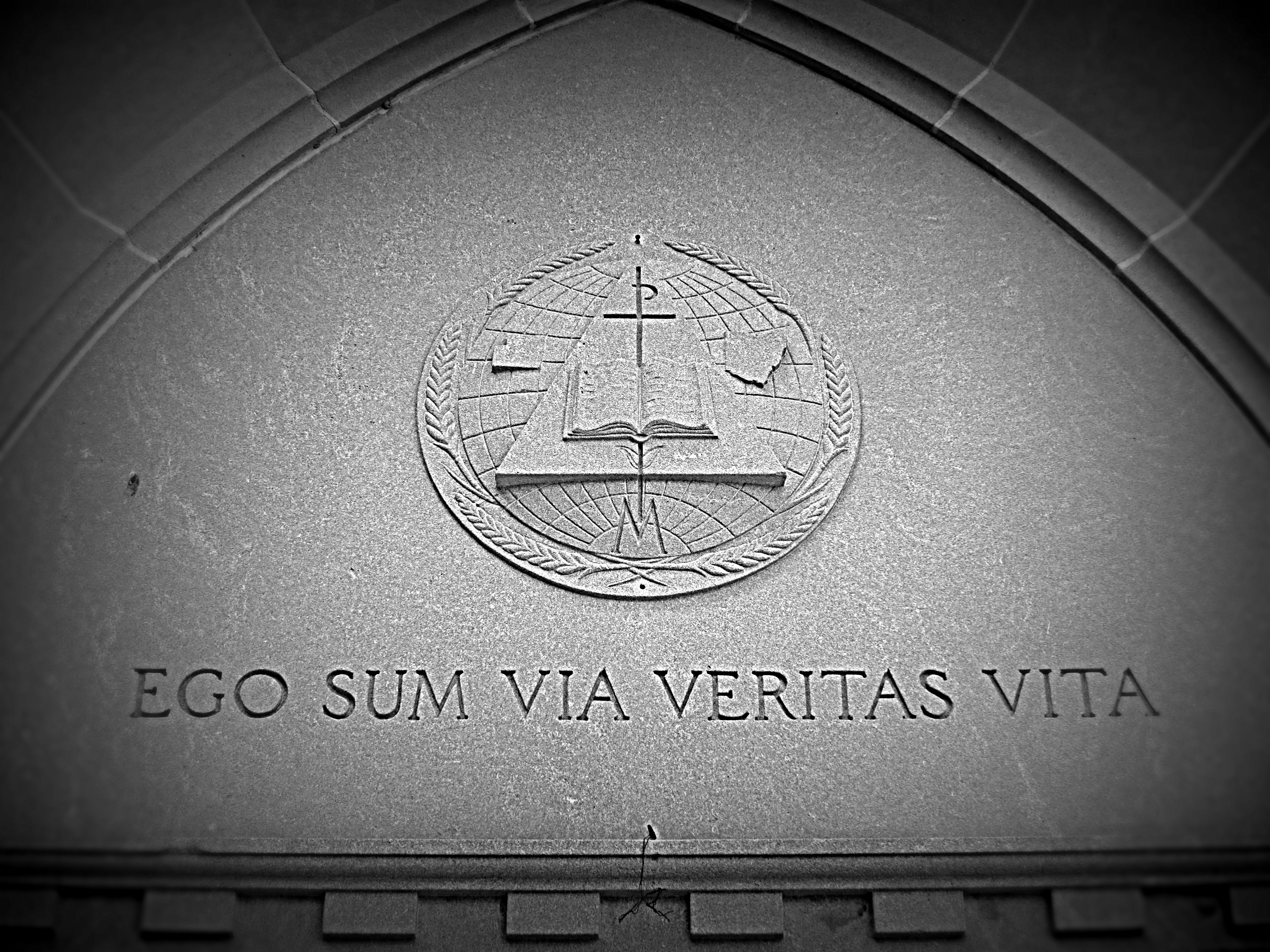
Tautogramme Ego sum via veritas vita sur le mur de l'église du Sacré-Cœur de Jésus à McCartyville, Ohio.

Un tautogramme (du grec ancien ταυτό, tautó, « le même », et γράμμα, grámma, « lettre ») est le cas particulier d'allitération où tous les mots du texte commencent par la même lettre.

## Historique
Louis de Jaucourt, qui définit le tautogramme dans l'Encyclopédie ou Dictionnaire raisonné des sciences, des arts et des métiers, parle de poèmes et de vers tautogrammes, appelés aussi « vers lettrisés », et donne en exemple deux poètes allemands néo-latins : Johannes Placentius, auteur d'un Pugna porcorum de 253 vers en 1546, et Christianus Pierius, auteur d'un Christus crucifixus de 2 000 vers en 1708. Louis de Jaucourt cite également le moine bénédictin Hucbald de Saint-Amand, qui présenta à Charles le Chauve un poème tautogramme en l'honneur des chauves. Selon Jean Lescure, des vers quasi-tautogrammes furent composés par Ennius, un poète de la République romaine.
Au XXe siècle, le tautogramme a été popularisé en français par l'Oulipo pour devenir un exercice ou un jeu littéraire applicable aussi bien à la prose. L'auteur peut choisir d'enfreindre la règle pour un nombre très restreint de mots ou de ne l'appliquer qu'aux substantifs. Pour Gabriel Brunet, le tautogramme pur est difficilement réalisable en français.

## Exemples

### En latin
« Veni, vidi, vici. »
— attribué à Jules César, 47 av. J.-C.
« Vi Veri veniversum vivus vici. »
— non attribué, cité dans V pour Vendetta (1982-1990)

### En français

#### Tautogrammes parfaits
« Mazarin, ministre malade, méditait même moribond malicieusement mille maltôtes. »

— Louis de Court, Variétés ingénieuses, ou Recueil et mélange de pièces sérieuses et amusantes, 1725

« Noces nautiques
Nul ne naît normal, nous naquîmes navigateurs.

Nul noble négociant ne nolisant nos navires,

Nous ne naviguions nullement nantis.

Ne nécessitant nul nom, nul notaire ne nous notifiant

Nos nationalités normandes, néerlandaises, namibiennes,

Nous nous nommions néanmoins « nautiques ».

Nos nefs naviguaient nord, neuf nœuds,

Nonchalamment, nonobstant noroît, nordet.

Nos nombreux navires narguant Neptune narcissique, négligé.

Novembre neigeait, nous nostalgisions

Nos Norvège, nos Normandie natales.

Nocturnes nuages, nuit nouvelle, naphte nous nappant, noir néant.

Nul ne nota, nocive naïveté,

Neuf néréides nageant négligemment, nues,

Nageoires nacrées.

Neptune ne nuance ni ne négocie.

Neuf nymphes (naufrageuses notoires),

Narquoises nudités, nauséabondes naïades

Neutralisant nos navires, nouant nos nerfs,

Nourrissant nos nausées, ne négligeant nul navigateur.

Notre naufrage ne nécessite nulle narration :

Nul ne nargue Neptune. Nous nous noyâmes.

— Narrateur non nommé »

— non attribué

« Chapitre cent-cinquante-cinq (copie certifiée conforme)
Ça commença comme ça : certaines calomnies circulaient concernant cinq conseillers civils coloniaux : contrats commerciaux complaisamment conclus, collaborateurs congédiés, comptabilités complexes camouflant certaines corruptions crapuleuses, chantages comminatoires, concussions classiques…

Croyant combattre ces charges confuses, cinquante commissaires-chefs comiquement conformes (cheveux châtain clair coupés courts, costume croisé, chemise couleur chair, cravate café crème, chaussures cloutées convenablement cirées) contactèrent certains colonels congolais causant couramment cubain.

« Cherchez chez Célestin, Cinq, Cours Clemenceau », chuchota ce centenaire cacochyme constamment convalescent, « car ce célèbre café-concert contrôle clandestinement ces combines criminelles. »

Cinq commissaires chevronnés coururent courageusement Cours Clemenceau. Cependant, coïncidence curieuse,

Cinq catcheurs corpulents, cachés chez Célestins, complotaient contre cette civilisation capitaliste complètement corrompue.

Ces citoyens comptaient canarder certain chef couronné considéré comme coupable.

Commissaires certifiés contre champions casse-cou : choc colossal !

Ça castagna copieusement.

Conclusion : cinquante clients contusionnés, cinq cardiaques commotionnés, cinq cadavres !

Ce chassé-croisé cauchemardesque chagrina chacun.

— Georges Perec — Lectures, n° 9, Bari, éd. Dedalo, 1981 »

#### Quasi-Tautogrammes parfaits
en Z

« Dans la zone zoologique, bon zigue, zigzaguait l'ouvrier zingueur, zieutant les zèbres mais zigouillant plutôt les zibelines. »

— Jean Lescure, Z'ai nom Zénon
En V

« Voilà ! À première vue je ne suis qu'un vulgaire comédien de vaudeville, à qui les vicissitudes de la vie font jouer le vilain et la victime et vice-versa. Ce visage n'est pas que le vil reflet de ma vanité mais un vibrant vestige de la vox populi aujourd'hui vacillante et vaincue. Vous devez y voir, les vieux restes d'une vexation vieillissante aussi vive que vivante et vouée à vaincre cette vermine vulgaire vivace virulente et vénale qui vivote en privant ses valeureuses victimes vaincues de la vérité et des vraies valeurs ! Le seul verdict que je vois est la vengeance. Une vendetta violente brandie tel un ex-voto et non en vain visant à faire vaincre la vertu face à cette vilénie lovée dans les veines de nos villes. Ces vagues vocales faisant de moi un ventriloque vociférant ces volutes verbales, revenons-en à l'essentiel. Je suis honoré de vous rencontrer alors pour vous, je serai V. »

— Discours prononcé par V dans le film V pour Vendetta, version française (Canada)

« Voilà ! Vois en moi l'image d'un humble vétéran de vaudeville, distribué vicieusement dans les rôles de victime et de vilain par les vicissitudes de la vie. Ce visage, plus qu'un vil vernis de vanité, est un vestige de la vox populi aujourd'hui vacante, évanouie. Cependant, cette vaillante visite d'une vexation passée se retrouve vivifiée et a fait vœu de vaincre cette vénale et virulente vermine vantant le vice et versant dans la vicieusement violente et vorace violation de la volition. Un seul verdict : la vengeance. Une vendetta telle une offrande votive mais pas en vain car sa valeur et sa véracité viendront un jour faire valoir le vigilant et le vertueux. En vérité ce velouté de verbiage vire vraiment au verbeux, alors laisse-moi simplement ajouter que c'est un véritable honneur que de te rencontrer. Appelle-moi V. »

— Discours prononcé par V dans le film V pour Vendetta, version en français (France) par Féodor Atkine